# Robin Quivers
Robin Ophelia Quivers (Pikesville, 1952. augusztus 8. –) amerikai rádiós személyiség, író és színésznő, aki leginkább a The Howard Stern Show társ-műsorvezetőjeként ismert.

## Élete
Quivers 1952. augusztus 8-án született a Maryland állambeli Pikesville-ben, Baltimore megyében, Lula Louise Quivers háziasszonym,és házvezetőnő, valamint Charles Quivers Sr. gyermekeként, aki acélipari munkás volt a Bethlehem Steel-nél. Van egy idősebb testvére, Charles Jr. és két örökbefogadott testvére, Harry és Howard. Mindkét szülő csak a hetedik osztályig tanult. Quivers az 1995-ös önéletrajzában elárulta, hogy apja fiatalon molesztálta. Tizenhét évesen beiratkozott a Maryland General Hospital ápolói programjába. Elvégezte a középiskolát, és 1970-ben megkezdte tanulmányait a Marylandi Egyetemen.

### Egészségügy
Quivers 2012 májusában jelentette be, hogy meg kell műteni, hogy eltávolítsanak egy daganatot a hólyagjáról. Nem sokkal később folytatta a műsor kommentálását New York-i otthonából, egy ISDN-vonalon keresztül, bár ez a hallgatók előtt rejtve maradt. Stern kijelentette, hogy Quivers annyira fontos része volt a műsornak, hogy abbahagyná a rádiózást, ha valaha is elveszítené őt partnereként. 2013. szeptember 9-én Quivers bejelentette, hogy a rákos megbetegedése a sikeres műtét, a sugárkezelés és a kemoterápia után teljesen megszűnt. Tizenhét hónap után, 2013. október 2-án Quivers visszatért a stúdióba. Quivers hivatalos diagnózisa 3. stádiumú endometriumrák volt.